# Budapest Sportcsarnok
A Budapest Sportcsarnok Magyarország legnagyobb fedett sportcsarnoka volt, 1982-ben nyitották meg. Tervezője Kiss István Ybl Miklós-díjas építész volt. A Hungária körút és a Kerepesi út kereszteződésénél, a Népstadion szomszédságában állt. A 17 évig fennálló sportlétesítmény 1999-ben három óra alatt teljesen leégett. Helyreállítása a Műegyetem szakértői szerint lehetséges lett volna.

## Előzmények
Már az 1940-es években, a Nemzeti Sportcsarnok építésekor, annak közvetlen közelében kijelölték egy nagy befogadóképességű sportcsarnok helyét. Az ötletet akkor tettek nem követték, közel 20 év telt el, hogy egy új csarnok tervei kézzelfoghatóvá váljanak.
Az 1960-as évek elején az Magyar Testnevelési és Sport Tanács (MTST) a Középülettervező Vállalattal (KÖZTI) készítette el egy 15 000 néző befogadására alkalmas sportcsarnok tanulmányterveit. Újabb évek teltek el, mire a tanulmányt kiviteli tervek követték. Az MTST ezúttal egy 12 000-es csarnok terveit készítette el Gulyás Zoltán Ybl Miklós-díjas építésszel.
Az újabb tervek kivitelezésére azonban nem került sor. Egyrészt az akkori árakon 350 millió forintra becsült költségek fedezete nem állt rendelkezésre, másrészt a magyar építőipar nem volt felkészült egy 120 m fesztávolságú tetőszerkezet kivitelézésre.

## A megvalósítás
Az egyre fokozódó igények miatt nem kerülhetett le a napirendről egy nagy sportcsarnok felépítése. A mérnökök több külföldi nagyméretű csarnok tetőszerkezetét tanulmányozták, köztük a leningrádi Jubileumi Sportcsarnokét is, amely a későbbi BS mintája lett. Így a kiviteli nehézségek leküzdésében (tetőszerkezeti elemek és különleges berendezések legyártásában) szovjet segítséget vettek igénybe.
Az anyagi problémák megoldására a fővárosi üzemek a párt „sugallatára” több mint 500 millió forintot fizettek be nyereségük terhére, majd az építkezés során, társadalmi munkában körülbelül 20 000 fő, közel 113 000 órát dolgozott a kivitelezésben. Az építést kiemelt állami beruházásként végül 1724 millió forintos költségvetéssel hagyták jóvá. A Kerepesi úton az Ifjúság útjai kereszteződésnél a Hotel Stadion (ma Danubius Hotel Arena), a Hungária körúti csomópontnál pedig a Népstadion autóbusz-pályaudvar is a komplexum részeként épült meg.

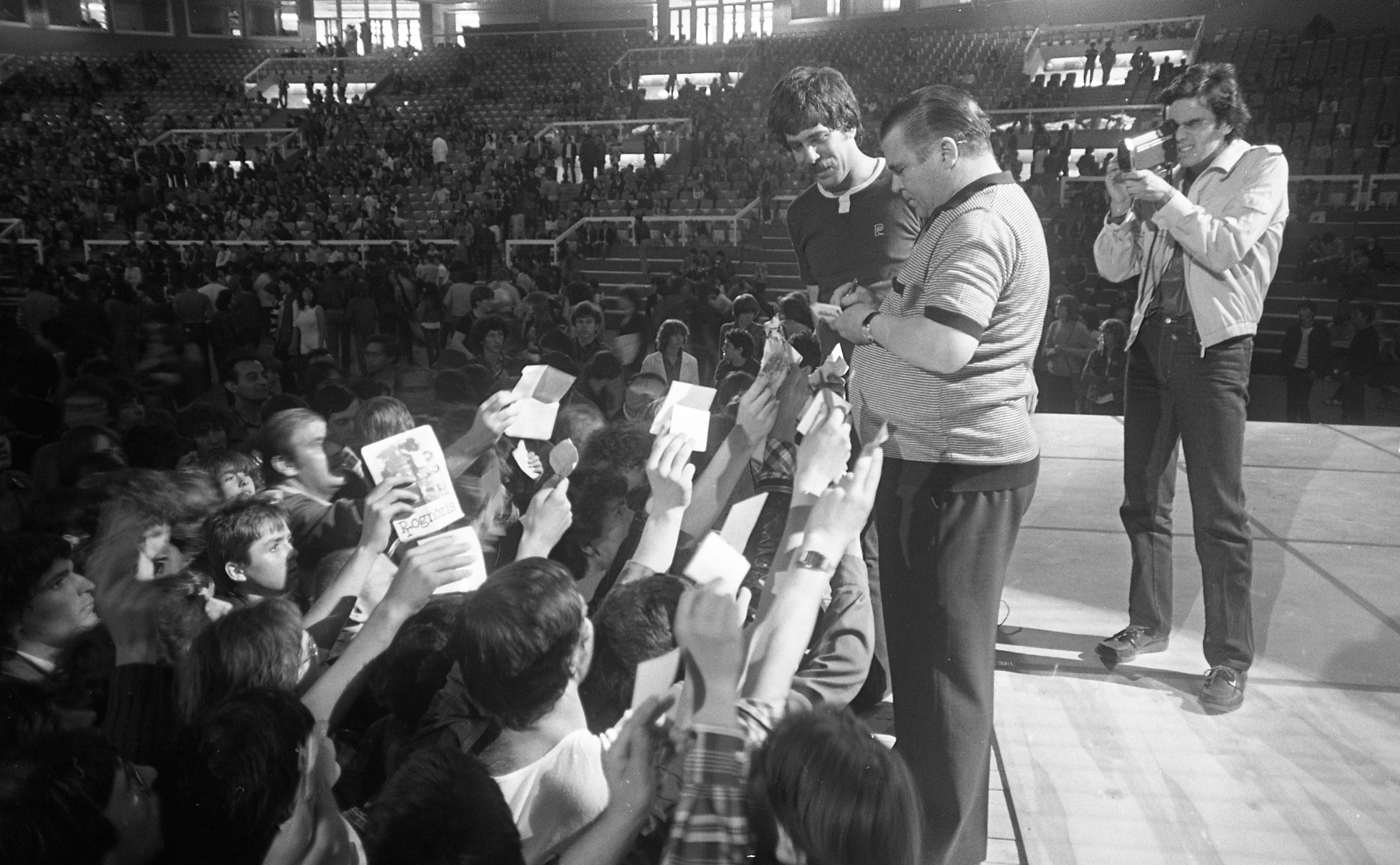
Puskás Öcsi dedikál a BS-ben, Déri János társaságában (1982)

## A kivitelezés mérföldkövei
- 1973 A főváros vezetése multifunkcionális sportcsarnok építését határozta el, melyet a későbbiekben a kormány és a párt vezetése is megerősített.
- 1974 A tanulmányok készítésének megkezdése
- 1975. október 6. Államközi egyezmény készült Moszkvában a budapesti nagy sportcsarnok kivitelezésében vállalt szovjet közreműködésről.
- 1977. november 17. Az Állami Tervbizottság 1724 millió forintban jóváhagyta a beruházást
- 1977. december Megkezdődtek a csarnok helyén korábban állt telep bontási munkálatai
- 1977. december 15. A XIV. kerületi tanács kiadta a csarnok építési engedélyét
- 1978. március 1. Elkezdődtek az alapozási munkák
- 1981. december 21. Megkezdődött a sportcsarnok műszaki átadása
- 1982. február 12. A Budapest Sportcsarnok megnyitja kapuit

## Paraméterek

### Férőhely
- lelátón elhelyezett székek: 7000 fő
- kihúzható tribün: 3000 fő
- küzdőtérre helyezhető székek: 2500 fő
- maximális befogadóképesség: 12 500 fő

### Méretek
- átmérő a lábazatnál: 117 m
- átmérő a tetőn: 127 m
- belső fesztáv: 102 m
- magasság: 26,5 m
- alapterület: 12 000 m²

## Az épület szintjei
- A küzdőtér alatt helyezkedtek el a pinceraktárak, az állandó jégpálya (amelynek mérete éppen elérte a jeges sportok szabályaiban megengedett minimális méretet) és az edzőterem.
  - Edzőterem: 29 × 137 m
  - Állandó jégcsarnok: 26 × 56 m
- a küzdőtér szintjén voltak találhatóak a versenyek és rendezvények lebonyolításához szükséges kiszolgáló helyiségek: öltözők, zuhanyzók, irodák, tanácsterem, doppingvizsgálati és orvosi szobák, szaunák, szertárak, televíziós közvetítéseket kiszolgáló helyiségek.
  - Küzdőtér burkolata: parkett, 47 × 40 m
  - Atlétikai pálya: 5 sávos, 200 m kerületű, rekortán
  - Jégpálya: 30 × 61 m
- Az első emeletre tervezték a közönség bejáratait, ruhatárakat valamint a mosdókat, büféket, amelyeket a második emeleten is hasonló módon alakítottak ki.
- A harmadik emeletre tervezték az újságírók részére kialakított 300 fős sajtópáholyt, 24 riporterállást (ennek számát a későbbiekben megnövelték) valamint a korszaknak megfelelő távközlési berendezéseket. Ezen a szinten voltak még a díszpáholyok, az épületet felügyelő és vezénylő rendszerek, a tolmácsfülkék, és az intézmény dolgozóinak irodái.
- A negyedik emeleten találtak helyet maguknak az épületgépészeti berendezések és egy 700 m² alapterületű kiállítóterem. Ezen a szinten csatlakozott a tetőtartó szerkezet az acélpilléreken nyugvó vasbeton gyűrűhöz. Erre a szerkezetre épült a technológiai hídrendszer és a fölé épített friss levegőt biztosító légcsatorna hálózat (az elhasznált levegőt a széksorok alatt szívták el) valamint a világító és hangtechnikai berendezések.

## Sportesemények
1982
- február 26–27. fedett pályás atlétikai magyar bajnokság
- április 17–25. XIII. asztalitenisz Európa-bajnokság
- június 20. Európa válogatott – USA férfi, Magyarország – USA női kosárlabda mérkőzés
- december 2–12. női kézilabda-világbajnokság

1983
- március 5–6. fedett pályás atlétikai Európa-bajnokság
- C csoportos jégkorong világbajnokság

1984
- január 8–15. műkorcsolyázó és jégtánc Európa-bajnokság

1988
- január 9. Az év sportolója díjkiosztó ünnepség
- január 15–17. rövidpályás gyorskorcsolya Európa Kupa
- január 22–24. Magyar Nemzet Kupa nemzetközi jégkorong-torna
- január 22–24. műkorcsolya országos bajnokság
- február 27–28. V. Tricotex Kupa nemzetközi fedett pályás atlétikai verseny
- március 5–6. fedett pályás atlétikai Európa-bajnokság
- március 21–27. műkorcsolya világbajnokság
- április 8–10. Taekwondo világbajnokság
- június 11. Oyama Kupa nemzetközi karateverseny
- június 17–19. Harlem Globetrotters kosárlabda bemutató
- szeptember 6. Magyarország-Szovjetunió férfi kézilabda mérkőzés
- október 4. a magyar olimpiai csapat fogadása
- október 7–9. Népstadion-Novarat kupa műkorcsolya verseny
- október 8. Újpesti Dózsa – Murrayfield Racers jégkorong BEK-selejtező
- december 3–4. teremcross verseny
- október 10. budo gála
- december 31. Az év sportolója díjkiosztó ünnepség

1990
- C csoportos jégkorong világbajnokság

### A Budapest Sportcsarnokban elért atlétikai világrekordok
- 1982
  - női 200 m: Kerstin Walther (NDK) 23,11
- 1983
  - női magasugrás: Tamara Bikova (Szovjetunió) 203 cm
- 1989
  - női 3000 m: Elly Van Hulst (Hollandia) 8:33,82
  - női 3000 m gyaloglás: Kerry Saxby (Ausztrália) 12:01,65
  - férfi 5000 m gyaloglás: Mihail Scsennyikov (Szovjetunió) 18:27,79
  - férfi magasugrás: Javier Sotomayor (Kuba) 243 cm
  - férfi 800 m: Paul Ereng (Kenya) 1:44,84[2]
- 1998
  - férfi 3000 m: Daniel Komen (Kenya) 7:24,90

## Zenei események
1982
- február 14. – Saga koncert
- március 31. – Magyar-francia TV műsor (Amanda Lear, Serge Reggione, Vivien Reed, Neoton Família, Zorán, Solaris)
- március – Hungária koncert (a Budapesti Tavaszi Fesztivál keretén belül).
- Diszkógála – (Vulcano, Babe, Afric Simone)
- május 17. – Goombay Dance Band koncert
- július 25. – Talking Heads koncert
- október 15. – Benkó Dixieland Band koncert
- október 19–21. – Chip fesztivál (Tangerine Dream, Klaus Schulze)
- november 11–15. – Omega jubileumi koncertek (rendezte: Jancsó Miklós)
- december 4. – Tina Turner koncert
- december – Beatles Revival Band (a Beatles Hét eseménysorozatán belül)

1983
- január 29. – Alvin Lee
- Mahler: „Ezrek Szimfóniája”
- április 5–7. – Manfred Mann’s Earth Band koncert
- április 25. – Johnny Cash koncert
- május 2. – Dave Brubeck
- május 13. – Carlos Santana

1984
- április 22. –  Elton John koncert
- május 4–5. – Chuck Berry
- augusztus 17. – Iron Maiden koncert (a BS parkolójában)
- szeptember 14–16.  – Sztárok a gyermekekért jótékonysági koncertsorozat az SOS Gyermekfalu javára (néhány név a fellépők közül: Boney M., Melanie, Saragossa Band, Spandau Ballet, The Twins, R-GO, Neoton Família, Dolly Roll)
- december 7. – Tremelos és Dave Dee, Dozy, Beaky, Mick & Tich koncert
- december 14–15–16. – Fonográf búcsúkoncertek
- december 26. – Hobo Blues Band: Vadászat (rendezte: Szikora János)

1985
- január 22. – Rory Gallagher (Taste) koncert
- "Segít a dal" koncert a földrengés károsultjainak megsegítésére (Berhida)
- április 2. –Tina Turner koncert
- május 16–17–18–19. – Dire Straits koncertek
- június 7. – Edda koncert
- augusztus 10. – Leonard Bernstein koncert
- október 4. – Nena koncert
- október 24. – Stanley Clarke koncert
- december 8. – Paco de Lucía koncert
- december 26. és december 28. – Élő segély Afrikáért

1986
- március 2.–3. – Demis Roussos
- április 26.– SAXON Hit The Road'86
- május 2. – Chick Corea
- szeptember 12.–13. – Bonnie Tyler
- november 13. – Falco (két koncert egy napon)
- november 24. – Herbie Hancock
- december 3. – Sportsegély Gálaest (Műsorvezetők: Stefanek Gertrúd, Vass István Zoltán)
- december 28. – Edda koncert

1987
- január 26–27–28 – Deep Purple (előzenekar az Edda)
- február 27. – James Brown
- március 9–10. – C. C. Catch
- március 12. – Shakin' Stevens (2 koncert egy napon)
- március 25. – John Mayall and the Bluesbreakers
- április 1. – Spandau Ballet
- április 10–11–12. – Thomas Anders
- május 16. – "Maradj köztünk!" kábítószerellenes segélykoncert
- november 4. – Cliff Richard
- november 10. – Meat Loaf
- november 13. – Boy George
- december 30. – Bad Boys Blue

1988
- március 9–10. – Depeche Mode
- május 6. – Barry White
- szeptember 9. – Richard Clayderman
- október 10. – Ravi Shankar
- december 6. – Duran Duran

1989
- január 26. – Bros koncert
- február 2. – Europe koncert
- március 23. – Kool & the Gang
- április 24. – UB40 koncert
- május 8. – Santana koncert
- június 9. – Stevie Wonder koncert [3]
- szeptember 25. – Black Sabbath
- október 1. – Gene Harris és a Marlboro Superband jazz koncert
- november 16. – Miles Davis koncert
- november – Nemzetközi Folk Fesztivál (Joan Baez)
- december 12. – Sam Brown
- december 29. – Napoleon Boulevard "Üdvözlünk Temesvár koncert", ugyanezen a napon lépett fel a Step együttes is.

1990
- március 28. – East
- szeptember 26. – Ian Gillian Band koncert
- október 26. – Mission (a taxisblokád napján)
- október 31. – Blood, Sweat and Tears
- november 1. – Dewey Redman
- november 2. – Ten Years After
- december 3. – Scorpions

1991
- január 29. – Deep Purple
- április 20. – Hobo Blues Band
- április 26. – Moho Sapiens
- május 4. – Fats Domino (előzenekar: Palermo Boogie Gang)
- május 7. – Pavarotti koncert
- május 12. – Pet Shop Boys koncert
- május 25. – Ravi Shankar
- augusztus 4. – Luther Allison & Son,
- október 2. – Rocky Horror Show
- november 15. – Bonanza Banzai
- november 23. – Beatrice
- november 29. – Kraftwerk koncert

1992
- Metro koncert
- március 7. – Demjén Ferenc (vendég: Révész Sándor)
- március 14. – José Carreras (vendég: Tokody Ilona)
- szeptember 29. – Emerson, Lake & Palmer
- október 3. – Koncz Zsuzsa
- november 13. – Bonanza Banzai
- november 21. – Bikini
- december 27–28–29–30. – Piramis

1993
- január 2. – Piramis ráadás koncert
- március 26. – A Mini együttes koncertje
- április 22. – After Crying
- szeptember 23. – Scorpions
- október 29. – Bonanza Banzai
- november 13. – Aerosmith
- november 19. – Pál Utcai Fiúk koncert
- november 20. – Zorán
- december 28. – Koncz Zsuzsa koncert
- december 30. – Demjén Ferenc lemezbemutató koncert

1994
- január 27–30. – Rapülők búcsúkoncertek
- március 15. – Tolcsvay Béla koncert
- március 19. – Révész Sándor koncert
- március 29. – Richard Clayderman koncert
- április 20. – Süsü koncert (TV változatban)
- április 22. – „Hiszünk a dalban...” koncert
- április 30. – Ákos koncert
- május 12. – Black Sabbath
- október 10. – Ernestine Anderson, Milt Jackson (Gigant of Jazz – Benkó Dixieland Band)
- október 15. – R-GO  koncert
- november 6. – Zalatnay Sarolta  koncert
- november 7. – Dancefloor – Dr. Alban
- november 12. – Bonanza Banzai búcsúkoncert

1995
- március: Total Dance Fesztivál (az első)
- április 29. – Edda Művek koncert
- május 13. – Colosseum Live
- június 6. – Joe Cocker
- június 27. – Laurie Anderson
- szeptember 13. – Green Day
- október 14. – Második Total Dance Fesztivál
- november 4. – Ákos – Indiántánc
- november 17. – Zorán
- december 26. – „Karácsonyi Konczert” (Koncz Zsuzsa koncert)
- december 28. – Charlie koncert

1996
- február 24. – Extázis
- április 4. – Deep Purple
- március 15. – Republic koncert
- április 19. – Palermo Boggie Gang koncert B. B. King-gel
- május 10–11. és május 17. – Illés-együttes búcsúkoncertek
- június 13. – Simply Red
- október 11. – Guitar trio koncert (Paco de Lucía, Al Di Meola és John McLaughlin)
- október 12. – KFT
- október 14. – Def Leppard
- november 6. – DJ BoBo
- november 17. – Pearl Jam
- december 30. – Demjén Ferenc koncert

1997
- január 12. – The Kelly Family koncert (elhalasztva május 2-ra)
- március 15. – Republic koncert
- április 11. – Karthago koncert
- április 19. – Zorán
- április 26. – Total Dance Fesztivál
- május 2. – The Kelly Family koncert
- május 24. – Ákos koncert
- május 25. – Supertramp
- június 24. – Jean-Michel Jarre (Oxygene 7-13 Tour)
- szeptember 13. – Első Emelet koncert
- október 30. – The Prodigy
- október 21. – Bikini koncert
- november 11. – Benkó Dixieland Band
- november 15. – Koncz Zsuzsa
- november 28. – KFT koncert
- december 27. – Total Dance Fesztivál
- december 28. – The Kelly Family koncert
- december 29. – Tátrai Band koncert
- december 30. – Demjén Ferenc koncert

1998
- január 29. – Genesis koncert
- február 23. – Led Zeppelin
- Apostol koncert
- február 23. – Jimmy Page and Robert Plant (The guitar & the voice of Led Zeppelin)
- május 13. – Otis Watkins’ Band, David Brown & The Blueshawks
- március 31. – Yes koncert
- április 11. – Hobo Blues Band
- április 24. – Neoton Família koncert
- április 27. – Gipsy Kings
- április 28. – Pet Metheny Group
- május 2. – Zorán
- május 30. – Dolly Roll koncert
- október 20. – Carlos Santana
- október 23. – Republic
- október 30. – Balázs Fecó
- november 10. – DJ BoBo
- november 14. – Ákos koncert
- november 21. – Koncz Zsuzsa
- december 27. – "Nincs Határ" segélykoncert a kárpátaljai és kelet-magyarországi árvízkárosultakért
- december 28. – Zámbó Jimmy
- december 29. – Demjén Ferenc koncert

1999
- március 19–20. – Apostol koncert
- április 24. – Zorán
- október 6. – Jamiroquai
- november 12. – Irigy Hónaljmirigy (vendég: Bon-Bon)
- november 13. – Total Dance Fesztivál
- november 20. – Koncz Zsuzsa
- november 21. – Zámbó Jimmy utolsó koncertje

## Az első tűzeset: 1984
1984. január 21-én tűz keletkezett a Budapest Sportcsarnok árkádja alatt, amely átterjedt az épület alagsorának néhány helyiségére. 
A nagy erőkkel a helyszínre érkező tűzoltóegységek a tüzet rövid időn belül eloltották. A kár több millió forint volt. 

## A BS leégése: 1999
1999. december 15-én hajnali 5 óra 7 perckor a Fővárosi Tűzoltóparancsnokság hírközpontja négy gépjármű fecskendő, egy magasból mentő és a Tűzoltási Csoport riasztását rendelte el, mivel tüzet jeleztek a sportcsarnokból. Az intenzív tűzre utaló további jelzések miatt a hírközpont a III-as fokozatnak megfelelően további hat gépjárművet riasztott, összesen mintegy ötven tűzoltóval. Az épületben tartózkodó tizenhat főnyi személyzetet sikerült kimenteni.
A tüzet NEM a küzdőtéren rendezett karácsonyi vásárban égve felejtett gyertya okozta: Sárik Attila, a Fővárosi Főügyészség osztályvezető ügyésze elmondta: a bizonyítási eljárás nem támasztotta alá azt a gyanút, hogy a sportcsarnokban árusító J. A. Z. égve felejtett volna egy gyertyát, és így ő lenne a felelőse a tavaly december 15-én keletkezett tűzvésznek.
A lángokat a tűzoltók több órás küzdelemben tudták megfékezni. Az építészeti védelem alatt álló épület szerkezete a tűz során olyan sérüléseket szenvedett el, hogy az újjáépítése nem volt lehetséges. A kárt tízmilliárd forint felettire becsülték.
A romjait 2001-ben bontották el.
A bontás során keletkezett építési hulladékot Rákosrendező vasútállomás végponti váltókörzete és a körvasút Angyalföldi elágazása között helyezték, majd terítették el. 2025-ben került ismét a közfigyelem középpontjába, amikor a Mini-Dubaj projekt lefújása után a kormány és a főváros vitába keveredett az elszállítás felelősségéről.
A Budapest Sportcsarnok helyén 2003-ban adták át akkori nevén a Budapest Sportarénát.